# Грошовий обіг в Україні 14–19 століть
Грошовий обіг в Україні 14—19 століть.
Наприкінці 13 — на початку 14 століть, після «безмонетного періоду», на ринку України залишилася невелика кількість монет. У дрібних торгових операціях їх замінили товаро-гроші (намистини, шиферні прясла, раковини-каурі та ін.), у крупних — монетні гривни (див. гривна давньоруська). У скарбах України 14—15 століть переважають новгородські паличкоподібні гривни. На північну Чернігівщину з півночі потрапляли шестикутні розплющені молотом гривни, так звані чернігівські або північно-руські. Від початку 14 століття в обігу з'явилися гроші празькі, великі й доброякісні (початкова вага — близько 4 г) срібні монети, що швидко почали відігравати провідну роль на ринку. Найбільш поширеними стали гроші чеського короля Вацлава IV (1378—1419). У 1-й половині 14 століття до обігу потрапили золотоординські дирхеми, а також польські монети. У 2-й половині 14 століття з'являються монети місцевого карбування. Спершу — руські, карбовані у Львові, півгроші (див. Грошик руський) від імені польських королів Казимира III Великого (1333—70), Людовіка Угорського (1370—82), і на початку 15 століття — львівські півгроші Владислава II Ягайла (1386—1434). Вони були регіональними грішми, але завдяки зв'язкам львівського купецтва поширилися на значній території України, в Молдові та Польщі. Іншим осередком монетного карбування став Київ, де за київського князя Володимира Ольгердовича (1363—94) випускалися дрібні срібні денарії, роль яких в обігу була незначною. На початку 15 століття в Україні поширюються польські півгроші Владислава II Ягайла і Казимира IV Ягеллончика (1447—92). Поряд з ними в обігу перебували угорські, венеціанські, візантійські срібні монети. Авторитетними засобами платежу стають золоті дукати та флорини середньою вагою близько 3,5 г. Монети лічили на литовські копи (60 грошів) й рублі (100 грошів), а також на польські злоті (30 грошів). Як пережиткове явище зберігалася давньоруська лічильна одиниця — гривна (48 грошів; див. гривня польська).

## 16 століття
Принципові зміни настали в 16 столітті, коли зникають гроші празькі, золотоординські дирхеми й монети київського і львівського виробництва. Основними монетами на ринку стали литовські й польські (гроші, півгроші й денарії), невелика кількість прусських і сілезьких півгрошів. Після Люблінської унії 1569 польські монети, що раніше переважали в обігу Галичини й Волині, поширюються на всю територію України. Збільшується кількість іноземних монет: сілезьких, угорських, бранденбурзьких та інших німецьких держав і міст. За часів Стефана Баторія починається масове карбування 3-х і 6-ти грошовиків, а також білонних солідів (шелягів).

## 17 століття
Становище на українському ринку принципово змінилося з кінця 16 — 1-ї третини 17 століття. Кількість віднайдених скарбів цього періоду перевищує кількість віднайдених скарбів попереднього періоду більше ніж у десять разів, що свідчить про стрімке зростання у цей період господарства й торгівлі. Трапляються скарби у 5 і більше тисяч монет. Головна маса — соліди, гроші, 1, 3-х, 5-ти і 6-ти грошовики Сигізмунда III Вази (1587—1632). Разом із монетами Речі Посполитої у 1-й половині 17 століття в обігу були монети тотожних номіналів Швеції (карбованих для Прибалтики), Пруссії, Бранденбурга та ін. В обігу з'являються великі срібні монети — талери (вагою близько 30 г), переважно виробництва Голландії (нині Нідерланди). Однак на ринку переважали дрібні й низькопробні монети Речі Посполитої (третяки, півтораки, гроші), а також багатьох європейських країн. Домішка крупнішої срібної монети й талерів була незначною. За правління Яна II Казимира Вази (1648—68) грошовий ринок країни й українських земель у складі Речі Посполитої занепав. Почалась емісія мідних солідів і неповноцінних срібних монет — тимфів. Спроби наступників Яна II Казимира налагодити грошове господарство не мали успіху. Невелика кількість високопробних російських копійок, що почали надходити після 1654, не могла поліпшити загалом погану якість монетної маси ринку.

## 18 століття
Основні монети, що функціонували в 17 столітті, залишилися в обігу й з настанням наступного століття. Протягом 17-18 ст. півтораки були найпоширенішими монетами на грошовому ринку українських земель, де їх часто називали «чехами».

Та протягом 1730—40-х років на Лівобережній Україні їх витіснили російські монети. На грошовому ринку Східної Білорусі та Чернігово-Сіверщини панівною монетою стала російська копійка, що дорівнювала 3 польським грошам. Грошово-лічильною одиницею став «руський злотий», що дорівнював у середньому 10 копійкам або 30 грошам.

Принципово важливе значення мала грошова реформа Петра I, однією з цілей якої було поширити російські монети на територію України. До обігу були введені повноцінні срібні монети різних номіналів (від рубля до десяти денг, тобто п'яти копійок) і мідні копійки, денги, полушки, а також алтини й п'ятаки. На Правобережній Україні, що залишалась у складі Речі Посполитої, монетний ринок принципово не змінився. Після 1-го поділу Польщі Галичину захопила Австрійська імперія й поширила на неї свою монетну систему. На більшій частині правобережних земель, що після 2-го (1793) і 3-го (1795) поділів Речі Посполитої увійшли до складу Російської імперії, запанувала російська монета. Одначе аж до середини 19 століття в обігу Правобережної України залишалася невелика кількість дукатів і талерів західно-європейських країн, насамперед голландських. У 17—18 століттях монету Речі Посполитої й іноземну рахували головним чином на злоті, російську — на рублі. У сільській місцевості часом продовжували лічити гроші на копи. Наприкінці 18 столітті іноземні монети майже повністю зникають з обігу в Україні. Український монетний ринок зливається з ринком Російської імперії та протягом 19 століття втрачає притаманні йому особливості минулих часів. В обігу перебували виключно монети російського карбування, використання іноземних грошей заборонялося.